# 콜걸 (2011년 영화)
《콜걸》(Bruna Surfistinha)은 2011년 공개된 브라질의 영화이다. 촬영은 2009년 9월 폴리니아와 상파울루에서 시작되었다.

## 줄거리
상류층 가정에 입양된 17세 소녀 라켈 파체코는 양부모와 전통적인 학교를 떠나 매춘부, 그리고 콜걸의 삶을 선택한다. 일을 시작한 직후, 그녀는 자신의 경험을 블로그에 쓰기 시작한다. 몇몇 고객들이 그녀를 서퍼처럼 보인다고 하자, 그녀는 '서핑하는 소녀'라는 뜻의 '수르피스치냐'라는 이름을 사용한다. 그녀의 블로그는 빠르게 인기를 얻어 브라질에서 가장 유명한 블로그 중 하나가 된다. 갑작스러운 명성에 그녀의 삶은 크게 변화한다. 오프라 윈프리와 데이비드 레터맨 쇼와 유사한 브라질 토크쇼에 출연하는가 하면, 그녀의 자극적인 경험담을 계속해서 블로그에 올린다. 그러나 곧 명성은 마약 중독이라는 형태로 그녀를 덮치고, 마약을 얻기 위해서라면 무엇이든 하게 된다.

## 출연

### 주연
- 데보라 섹코
- 카시오 가버스 멘데스
- 파비울라 나쉬멘토
- 크리스티나라고